# Phare de Roter Sand
Le phare de Roter Sand (en allemand : Roter Sand Leuchtturm) est un phare inactif situé dans l'embouchre de la Weser (Basse-Saxe), en Allemagne. Il sert encore de balisage de jour.
Le 1er octobre 2010 le phare a été classé en tant que monument historique par l'Historisches Wahrzeichen der Ingenieurbaukunst in Deutschland.

## Histoire
Le phare a été mis en service en 1885. Il fut le premier à être construit sur un banc de sable. Il a été remplacé par le phare d'Alte Weser en 1964 et désactivé définitivement en 1986. Il est situé à environ 3 km au sud-ouest d'Alte Weser.
Y compris la fondation en béton, la tour de Roter Sand mesure 52,5 mètres (172 pieds) mais il mesure en 28 et 30 mètres au-dessus du niveau de la mer selon la marée. La tour se compose de cinq étages et l'entrée est sur la parie inférieure. Le sous-sol sert de stockage. Un escalier mène à la chambre à coucher du gardien. Plus haut se trouvent la cuisine avec un four à charbon et une salle de séjour et de service. Ce dernier étage possède trois oriels, dont deux ont la même hauteur que la pièce elle-même, tandis que le troisième est encore plus haut. Les oriels accueillaient des lumières mineures de secteur. De la salle de service, un balcon autour de la lanterne est accessible par un escalier. Cependant, il est impossible de marcher tout autour de la lanterne car la fenêtre supérieure de l'oriel bloque une partie du balcon. Dans les années 1940, les pièces étaient différentes, l'intérieur du secteur noir étant accessible en tant que stockage. Au niveau de l'entrée, il y avait l'équipement nécessaire à la production d'électricité.

## Description
Le phare , est une tour conique en béton sur un socle-caisson en acier de 28 m de haut, avec galerie et lanterne. La tour possède deux étages de locaux divers. La tour est peinte en bandes blanches et rouges sur un soubassement noir, le dôme de la lanterne est noir.
Identifiant : ARLHS : FED-019 - Amirauté : B1188 - NGA : 10308 .
|                        |
| Position de Roter Sand |

|               |
| Plan du phare |

|          |
| Le phare |